# Sidney Sime
Sidney Herbert Sime (1865 - 1941) foi um artista inglês da era vitoriana, conhecido por suas ilustrações preto e branco retratando temas fantásticos ou satíricos. Sua maior fama, no entanto, ele adquiriu através de ilustrações encomendadas para as obras de Lord Dunsany.

## Biografia
Sidney Herbert Sime nasceu em Manchester em 1865, o segundo de cinco filhos da sua família escocesa. 
Advindo de uma família extremamente pobre, assim que atingira a idade, Sidney arrumou trabalho nas minas em Yorkshire. Já naquele período ele começou a desenhar esboços e figuras com carvão nas paredes dos túneis, retratando figuras e cenas que faziam parte do folclore próprio daqueles trabalhadores, como goblins, elfos, demônios, etc...
Ao passar dos anos, Sime também atuou como padeiro, sapateiro e costureiro.
Mais tarde, no final do século IX e início do século XX, Sime começaria vender seus pequenos esboços e trabalhos, ganhando prestígio entre o meio artístico e tirando dele sustento. Foi por sua fama que foi aceito na Liverpool College of Arts (hoje, Liverpool School of Arts and Designl), onde se tornou autodidata e foi laureado a muitos prêmios pelo conjunto de sua obra.
Com a finalização de seus estudos, Sime começou a trabalhar em parceria com revistas famosas na época, como o Pick-Me-Up, Grafic, etc... ele via, ali, um ótimo mercado para um ilustrador jovem se consolidar e gerar um bom retorno financeiro.
Nessa época, seu estilo caracterizava-se pelo destaque da relação entre preto e branco (que tinha inspirações na arte chinesa), e também pelo uso constante de pincéis profundos e longos, facas, canetas e esponjas.
Mas foi na revista Magazine que ele atingiu o ápice de sua habilidade artística. Macfall, um dos diretores, elogiou seu trabalho pela "profunda percepção da imensidão da vida" e o destacou como "será um dos nossos melhores artistas preto e branco."

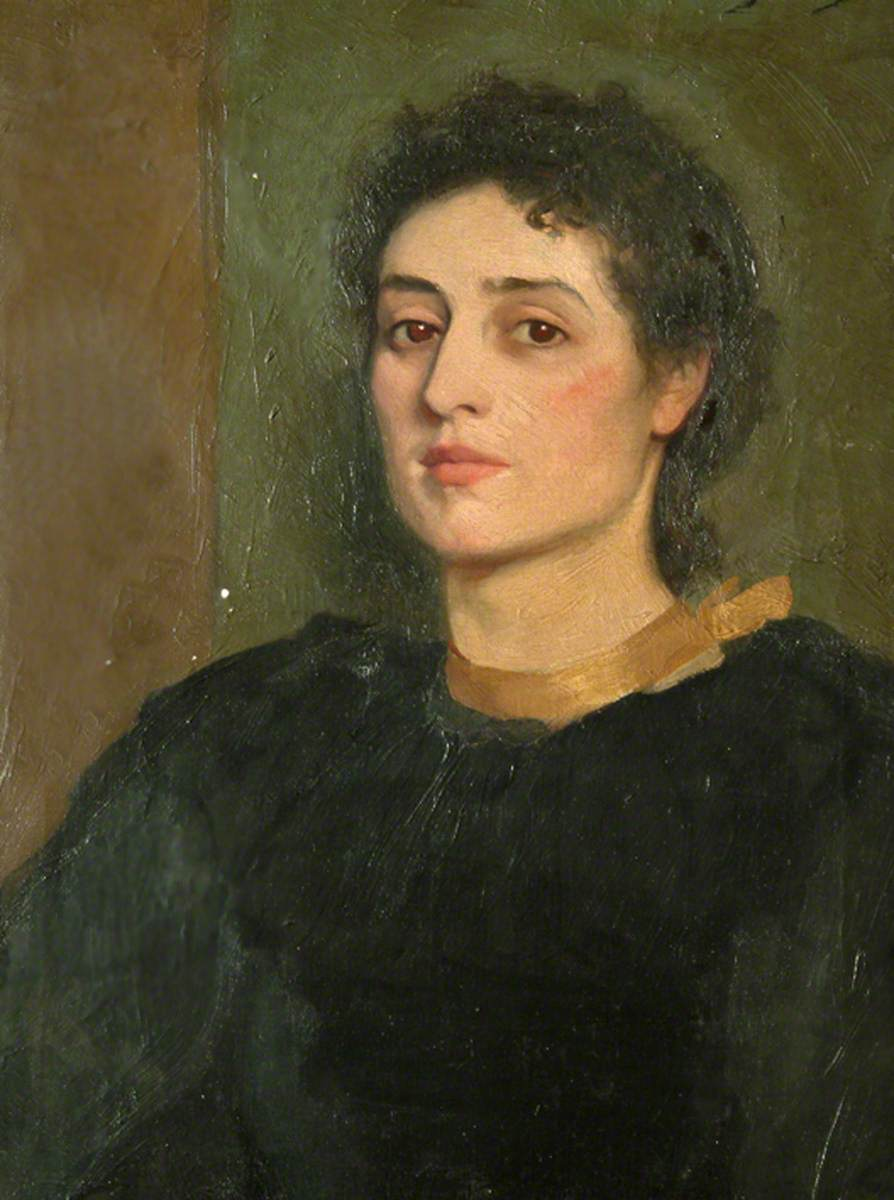
Retrato de Mary Susan Pickett.

Em 1898, Sime casou-se com Mary Susan Pickett, pintora de retratos. Herdou dela, pelo seu falecido avô, uma pequena riqueza, comprando com ela um pequeno estúdio em King's Road Chelsea e uma confortável residência em Perthshire.
Então, em 1904, a pedido de seu amigos, vendeu sua residência na Escócia e comprou uma estalagem Worspledon, cidade próxima a Londres e a residência de seus amigos íntimos. Leitor voraz, encheu suas prateleiras com Poe, Quincey, Heiney e Meredith. Sua casa também fora decorada com suas pinturas, muitas vezes sem moldura, as quais pintava num estábulo que adaptou às suas necessidades de um estúdio.
Alem da pintura, Sime se distraia desenhando caricaturas dos trabalhadores da taberna local, e estudava vários ramos da ciência, como astronômia, biologia e química.
Se tornou membro do London Langham Sketching Club e do Yoric Club, onde pode interagir com admiradores de seu trabalho, como Arthur Lawrence e James Thorpe. Ali, também, conheceu Max Beerbohm, Duncan Tovey e Joseph Holbrooke. E foi pelas músicas e conversas que teve com musicistas e compositores, que Sidney, juntamente com Holbrooke, lançaram Bogey Beasts, um livro com versos e ilustrações por Sime e com arranjos e composições de Joseph. 
Edward Dunsany, também conhecido como Lord Dunsany, foi uma figura de maior importância na vida de Sime. Descendente normando e poderoso lorde irlandês, era fascinado por contos do folclore, assim como a obra de Hans Andersen, foi, também, estudioso da Bíblia e descendente direto do explorador Sir. Richard Francis Burton. Essa ampla gama de interesses e referências o inspiraram na criação de sua obra, lendas que se passavam "muito além dos limites do mundo." Dunsany o contratou para ilustrar a maioria de suas obras, se referindo a ele como: "Eu nunca vi um artista em preto e branco com a imaginação mais estupenda."
Pela associação com Dunsany, sua influência cresceu na alta sociedade, sendo descrito por Lady Howard como: "Um ídolo chinês.", já Beerbohm observou-o como "nada igual na Terra". Essa trindade rendeu-lhe seus melhores trabalhos. Porém, Sime almejava a vida de pintor, se tornando afiliado da Royal Society of British Artists in 1896.
Sidney tinha um carinho especial pelo teatro, e na companhia de seu amigo Galsworthy, mantinha o hábito constante. Sempre com seu caderno, ele, através dos atores, estudava as diferentes características faciais e físicas. Em 1909, ele e Caley Robinson foram responsáveis pela criação das cenas de L’Oiseau bleu (traduzido para o inglês como Bluebird) de Maeterlinck. A estreia foi marcada pela visita de famosos, como Malcom Campbell, que deu o nome Bluebird ao seu carro de corrida vencedor em homenagem a peça. Sime também ajudou na composição de um trio de óperas original de Howard de Walden, baseado nas lendas míticas presentes no ￼￼Mabinogion.￼￼ 
Em 1918, Sime foi convocado e passou um tempo com o Corpo de Serviço do Exército na costa leste da Grã-Bretanha. "Ele partiu para a guerra não com armadura reluzente e com espada brilhante, mas com um balde de lixo e uma lata de pasta de polimento". Ele desenvolveu uma úlcera duodenal e foi considerado invalido no dia do armistício.
A partir daí, mudou o foco de seu trabalho para a pintura a óleo, que era sua verdadeira paixão. Pintou suas próprias visões do Apocalipse, inspirado pelos evangelhos de São João. Não teve, no entanto, muitos méritos ou houve crescimento no interesse em seu trabalho. Embora "Wild Beast Wood", vendida a Desmond Coke, foi caracterizada como uma obra prima. Mais tarde, Coke descreveu o trabalho de Sidney como: "Sime, mais do que a maioria dos supostos gênios que eu conheci, tem algo da centelha real nele - sua conversa arrasadora, seu conhecimento de tintas que ele mesmo mistura com o carinho de um Velho Mestre em sua casa / estúdio rústico, seu conhecimento recôndito do Apocalipse e, acima de tudo, seu CONTEMPTO DE FAMA."
Sime conduziu duas feiras de arte, uma em 1924 e outra em 27. A queda nas propostas de trabalho e a renda cada vez mais irregular motivou a esse ato. De fato, tal era seu problema, que Dunsany em pessoa chegou a requisitar uma pensão a Sidney, que chegava aos setenta sem promessa de renda fixa.
No final de sua vida, Sime se tornou recluso e solitário, deixando de lado seu círculo que uma vez participou tão ativamente. Os motivos, embora não sejam conhecidos, foram especulados. Culpavam um tipo de arrogância que adquirira ao longo do tempo, assim como a ansiedade da recepção de suas novas obras. Ele havia se tornado, de acordo com sua Mary Sime, preguiçoso, pintando para si e mais ninguém. Outro motivo podia ser o movimento social que vinha se tornar a cena artística. Os ilustradores deixaram de ser indivíduos solitários para serem mais socialmente conscientes de suas forças. Isso desagradava Sidney e o levou ao afastamento de seu grupo.
Sidney Herbert Sime morreu em 22 de maio de 1941 e seu túmulo no cemitério de Santa Maria, Worplesdon, é marcado por um bloco áspero de granito. Dunsany escreveu para sua viúva: "Sinto agora que o mundo perdeu um personagem único, uma perda que é bastante insubstituível".

## Legado
Embora sua obra seja mais lembrada pela união com Dunsany, ela se estende para muito além disso. Desde sátiras, caricaturas e paisagens, Sime experimentou em diversos gêneros e movimentos, e produziu obras da mais alta habilidade.
Varias coleções de sua obra foram publicadas, mas hoje em dia são raras pelo ínfimo número de exemplares que foram impressos.
H. P. Lovecraft e Howard de Walden eram fãs assumidos de seu estilo (Lovecraft faz referência direta a ele em dois de seus contos: The Pickman's Model e The Call of Cthulhu), e até mesmo pintores contemporâneos o citam como uma influência, como Roger Dean.
As obras de Sime estão disponíveis ao público no The Sime Gallery em Worspledon, proximo a Guilford. Mas a grande maioria de suas pinturas estão dispostas por Walden ou no Castelo Dunsany.

## Galeria

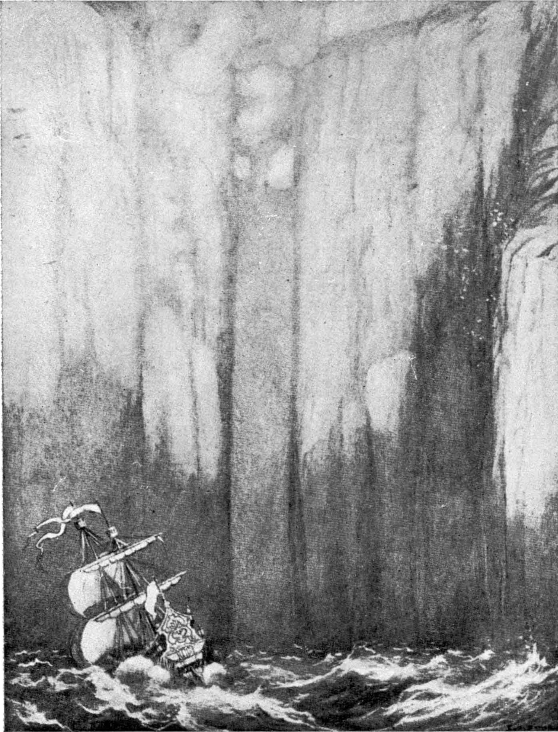
The Gates of Yann
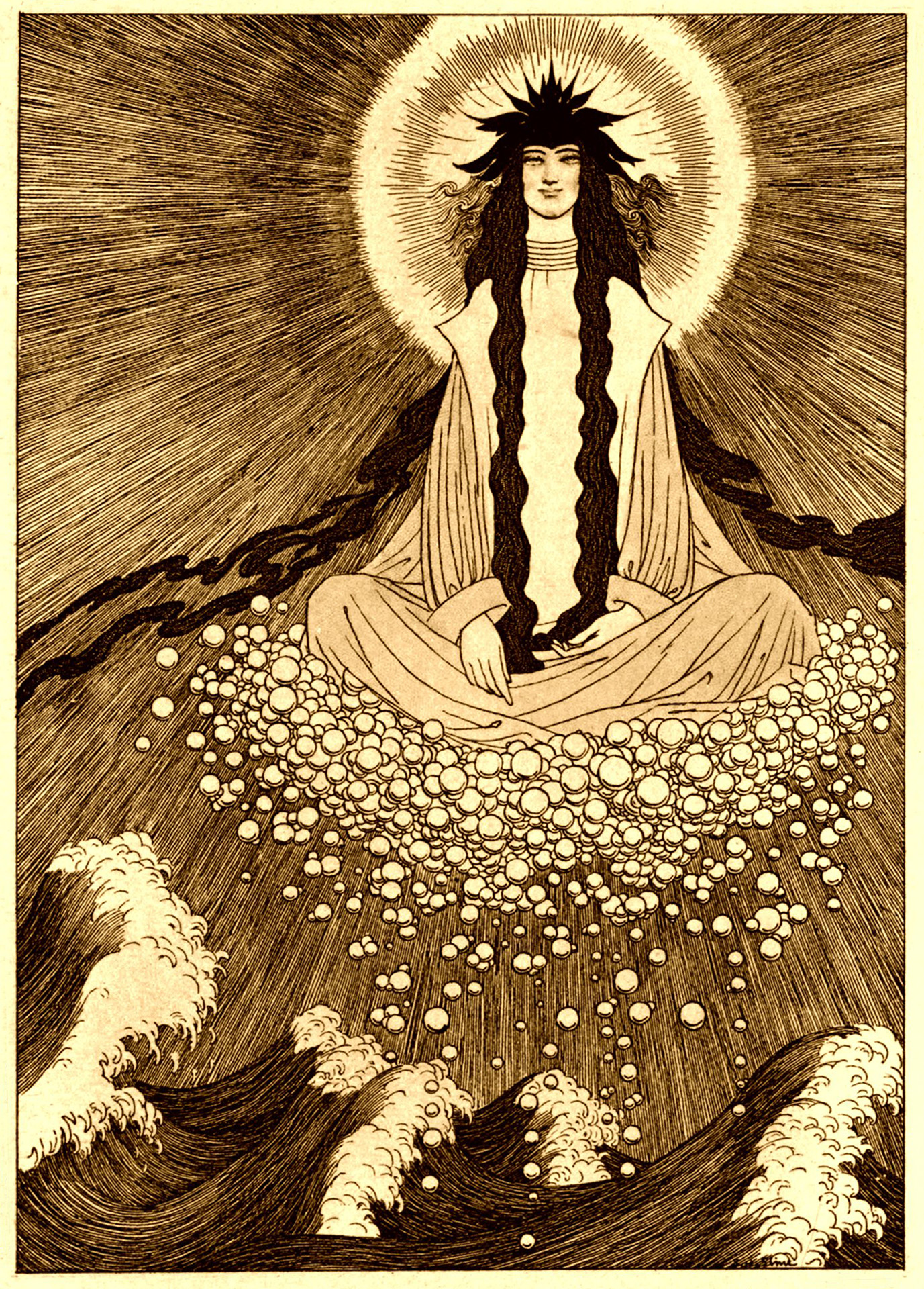
Slid
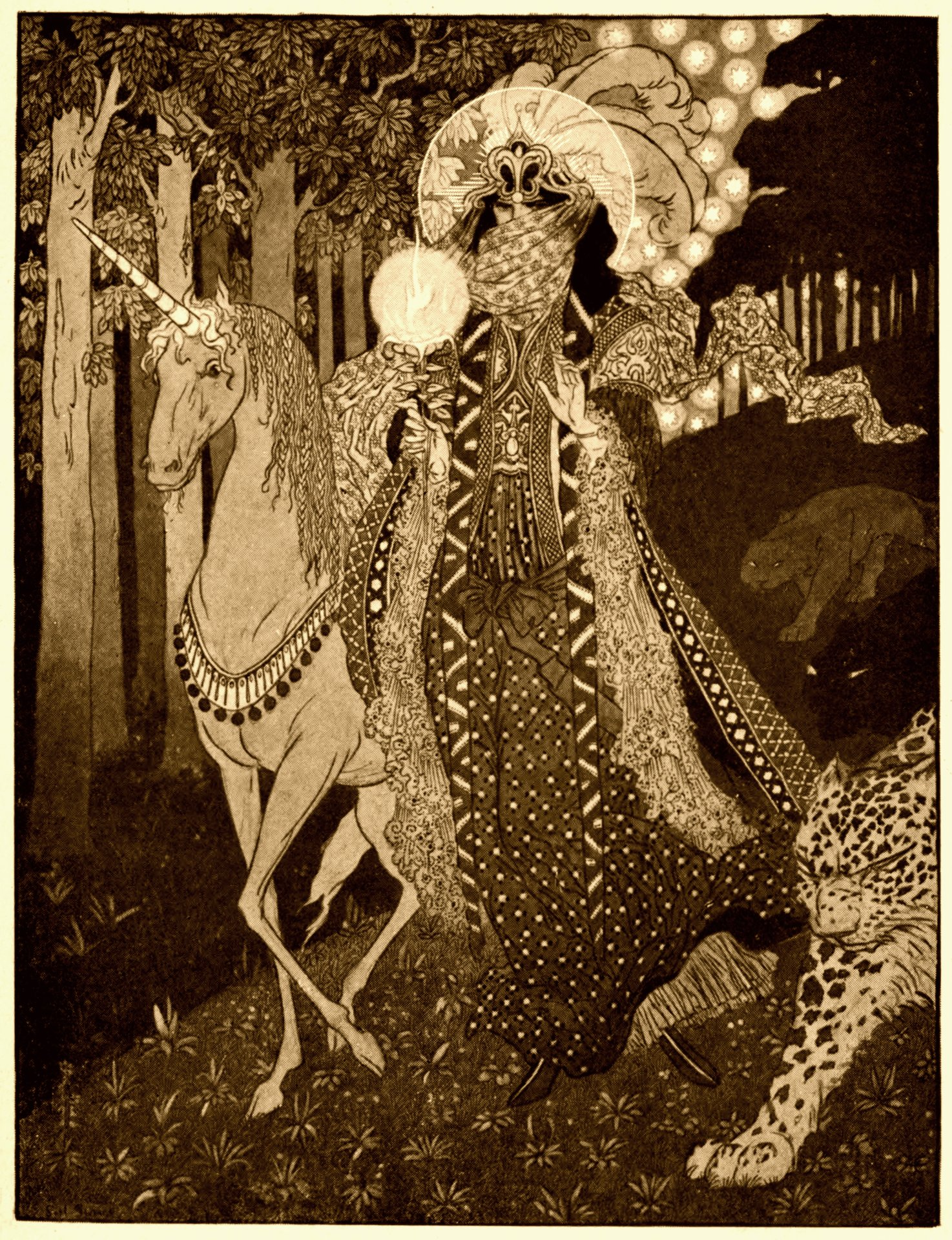
Romance Comes Down Out of Hilly Woodlands
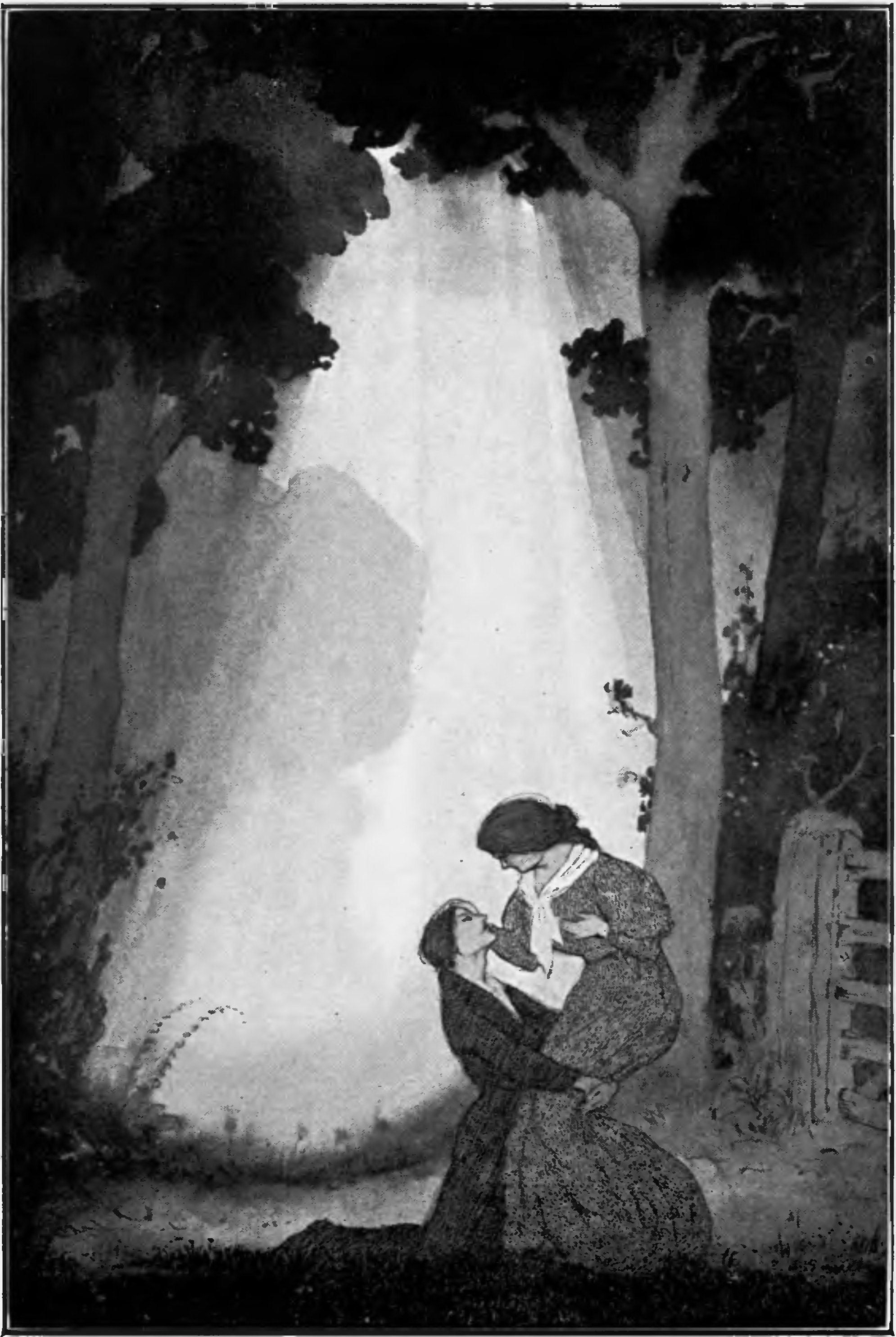
The Hill of Dreams